# ¿Ahora somos 3? Sí, mi amor
¿Ahora somos 3? Sí, mi amor es una película cómica peruana del año 2024 dirigida por Pedro Flores Maldonado, quién a su vez escribió. Es la tercera y última parte de la trilogía fílmica Sí, mi amor.
El elenco está conformado por Yiddá Eslava y Julián Zucchi, quiénes asumen de nuevo el rol protagónico; acompañados de Nancy Cavagnari, Saskia Bernaola, Pietro Sibille, Andrés Salas, Patricia Portocarrero, Santiago Suárez, Renzo Schuller, Rodrigo Sánchez Patiño, Mayra Olivera y Eric Varias en los roles estelares. Se estrenó el 25 de enero de 2024 en los cines peruanos.
Está disponible en la plataforma Netflix a partir del 15 de marzo de 2024.

## Sinopsis
Guille (Julián Zucchi) y Bea (Yiddá Eslava) están a punto de convertirse en padres, pero el inesperado regreso de una suegra lejana (Nancy Cavagnari) alterará por completo sus planes. Con secretos saliendo a la luz y viejas heridas resurgiendo, la carismática pareja enfrentará el mayor desafío de sus vidas. ¿Podrán encontrar tranquilidad en medio de este nuevo obstáculo?.

## Elenco
- Yiddá Eslava como Bea.
- Julián Zucchi como Guille.
- Nancy Cavagnari como la mamá de Bea.
- Saskia Bernaola como Marisol.
- Pietro Sibille como Alejandro.
- Andrés Salas como Max.
- Patricia Portocarrero como Regina.
- Santiago Suárez como Checo.
- Renzo Schuller
- Rodrigo Sánchez Patiño
- Mayra Olivera como Allison.
- Eric Varias como Facundo.

## Producción
El rodaje comenzó el 29 de mayo de 2023, y finalizó el 19 de junio del mismo año en Perú.
En ese año, Zucchi y Eslava anunciaron el final de su relación y de la trilogía.[cita requerida]